# ГЕС Муела
ГЕС Муела — гідроелектростанція в Лесото. Станом на середину 2010-х років найпотужніша електростанція країни.
Станція є частиною великого гідротехнічного проекту Lesotho Highlands Water Project, головною метою якого є перекидання ресурсу між басейнами двох правих приток Оранжевої — Malibamats'o та Вааль. Остання протікає через промислово розвинений північний схід Південно-Африканської Республіки, де відчувається нестача води. В межах проекту на Malibamats'o, котра тече з високогір'я Лесото у південному напрямку, спорудили греблю Катсе. Ця бетонна аркова споруда є найвищою в Африці — 185 метрів, має довжину 710 метрів, товщину від 60 метрів (по основі) до 9 метрів (по гребеню) та потребувала 2,32 млн м3 матеріалу. Під час її будівництва провели виїмку 0,7 млн м3 ґрунту та 1,4 млн м3 скельних порід, а обсяг підземної вибірки склав 135 тис. м3. Для відведення води спорудили два дериваційні тунель довжиною біля 0,6 км кожен та діаметром по 7,5 метра. Необхідні для виробництва цементу матеріали спершу доставлялись із кар'єру на дробильну фабрику по конвеєру довжиною 2,4 км, який протягом 1,4 км слідував через тунель, а після обробки транспортувались за 150 км через перевал висотою понад 3000 метрів НРМ.
Гребля утворює водосховище з об'ємом 1,9 млрд м3, котре, окрім власного стоку, поповнюється за рахунок перекидання води із сходу та заходу. Накопичена у сховищі вода далі подається через прокладений на північ дериваційний тунель довжиною 45 км та діаметром 4,35 метра. Він виводить до машинного залу, спорудженого у підземному виконанні з розмірами 130х60 метрів при висоті 15 метрів. Зал, окрім гідроагрегатів, містить також трансформаторне обладнання, а доступ сюди здійснюється через вертикальну ліфтову шахту.
Основне обладнання станції складають три турбіни типу Френсіс потужністю по 24 МВт, які працюють при напорі у 287 метрів.
Відпрацьована вода спершу потрапляє у підземну балансуючу камеру з висотою 40 метрів, після чого по тунелю довжиною 1,7 км надходить у проміжне сховище системи, створене греблею Муела на річці Ас (притока Liebenbergsvlei, лівої притоки Вілге, лівої притоки Ваалю). Для забезпечення безперебійного водопостачання під час проведення ремонтних робіт на ГЕС, існує обвідний тунель, котрий сполучає підвідний дериваційний тунель станції зі сховищем Муела.
Видача продукції відбувається по ЛЕП, що працює під напругою 132 кВ.